# Stephanie Williams
Stephanie Williams est une actrice américaine née le 4 février 1957 à Saint-Louis, Missouri (États-Unis).

## Filmographie
- 1981 : Fanatique (The Fan) : Dancer
- 1973 : Les Feux de l'amour ("The Young and the Restless") (série TV) : Amy Lewis (1983-1988)
- 1989 : Retour vers le futur II (Back to the Future Part II) : Officer Foley
- 1963 : Hôpital central ("General Hospital") (série TV) : Dr Simone Ravella Hardy #2 (1990-1993)
- 1993 : L'Extrême limite (Boiling Point) : Sally
- 1993 : Meteor Man : Stacy a Teacher
- 1994 : Murder at Midnight (vidéo) : Barbara Scott
- 1968 : On ne vit qu'une fois ("One Life to Live") (série TV) : Sheila Price Gannon #2 (1994-1996)
- 1997 : Trials of Life (TV) : Lynn Fisher
- 2000 : Pay the Price : Upset Fan #2